# ده ميرزايي (كيسكان)
ده میرزایي (بالفارسية: ده میرزایی) هي قرية تقع في إيران في قسم كيسكان الريفي. يقدر عدد سكانها بـ 187 نسمة بحسب إحصاء 2016.